# Whitehead No. 21
 (octobre 2024).
Dimensions
Le Whitehead No.21 était l'avion que Gustave Whitehead affirmait avoir piloté près de Bridgeport, Connecticut le 14 août 1901. Les historiens rejettent ces déclarations. Une description et des photographies de l'avion sont parues dans Scientific American en juin 1901, indiquant qu'il était prêt pour des essais préliminaires.
Le No.21 était un monoplan propulsé par deux moteurs, un pour le roulage au sol et l'autre pour les hélices en vol. Il possédait des ailes en forme de chauve-souris et une queue horizontale triangulaire. Les ailes avaient une envergure de 36 ft (11 m) et étaient recouvertes de soie. En 1980, une analyse a conclu que sa conception était fragile.
Bien que Whitehead ait prétendu avoir effectué des vols, la majorité des historiens les considèrent comme infondés. Un article du Bridgeport Sunday Herald a rapporté un essai nocturne avec des sacs de sable, puis avec Whitehead aux commandes, mais les détails sont contradictoires et manquent de preuves tangibles.
Des partisans affirment qu'il a réalisé plusieurs vols, mais ces déclarations sont généralement rejetées. En 1980, l'historien C. H. Gibbs-Smith a qualifié l'histoire de "fantaisie". Bien que certaines déclarations en faveur de Whitehead aient émergé, le consensus reste en faveur des frères Wright, qui ont effectué le premier vol motorisé contrôlé le 17 décembre 1903.
Le débat sur le rôle de Whitehead dans l'aviation persiste, notamment avec la publication d'un éditorial dans Jane's All the World's Aircraft en 2013, mais les critiques sur l'absence de preuves solides demeurent.

## Caractéristiques supposées
- Nom : Whitehead No. 21  
- Type : Expérimental  
- Constructeur : Gustave Whitehead  
- Designer : Gustave Whitehead  
- Premier vol : Prétendument le 14 août 1901  
- Utilisateur principal : Gustave Whitehead  
- Année de production : 1901  
- Nombre construit : 1  

- Configuration : Monoplan haubané  
- Forme des ailes : En forme de chauve-souris  
- Queue : Horizontale triangulaire  
- Dérive : Aucune dérive verticale  
- Contrôle latéral : Déplacement latéral du corps du pilote  
- Envergure : 11 mètres (36 pieds)  
- Construction des ailes : Nervures radiales en bambou, recouvertes de soie  
- Fuselage : Section rectangulaire, hauteur constante, courbé pour se rétrécir à l'avant et à l'arrière  
- Train d'atterrissage : Quatre petites roues  
- Analyse de conception : Considérée comme fragile et aérodynamiquement défectueuse (analyse de 1980)  

- Moteurs : Deux moteurs séparés  
- Moteur au sol : Puissance: 7,5 kW (10 hp), utilisé pour le roulage au sol  
- Moteur de vol : Type: Moteur à acétylène, puissance: 15 kW (20 hp), entraîne deux hélices tractrices contrarotatives  
- Décollage : Capable de décoller par ses propres moyens et sans assistance  

- Date des vols : Prétendument le 14 août 1901  
- Vols d'essai : Premier vol: Machine sans pilote, chargée de sable. Altitude: 12 à 15 mètres (40 à 50 pieds) pour une distance de 200 mètres (650 pieds). Deuxième vol: Vol de 800 mètres (2600 pieds) pendant une minute et demie avant de s'écraser.  
- Déclarations contradictoires : Différents témoins ont rapporté des récits contradictoires des vols  
- Absence de preuves photographiques : Pas de photographies connues de l'avion en vol  

- Période d'activité : Whitehead a continué à travailler sur ses conceptions après 1901, sans succès de démonstration de vol contrôlé  
- Démantèlement : L'avion No. 21 a été démantelé peu de temps après ses essais  
- Déclarations de témoins : Des affirmations de témoins ont émergé, mais n'ont pas renversé le consensus historique en faveur des frères Wright  
- Controverse continue : Les débats autour des affirmations de Whitehead persistent, particulièrement après des publications comme celle de Jane's All the World's Aircraft en 2013